# Xaveri Burundi
Xaveri Burundi es una organización juvenil católica en Burundi. Xaveri Burundi es parte del Movimiento Africano Xaveri y miembro de la asociación católica de las organizaciones juveniles Fimcap.

## Historia
Xaveri Burundi fue fundada en 1953 por el reverendo Frère Geolf.